# Escacs

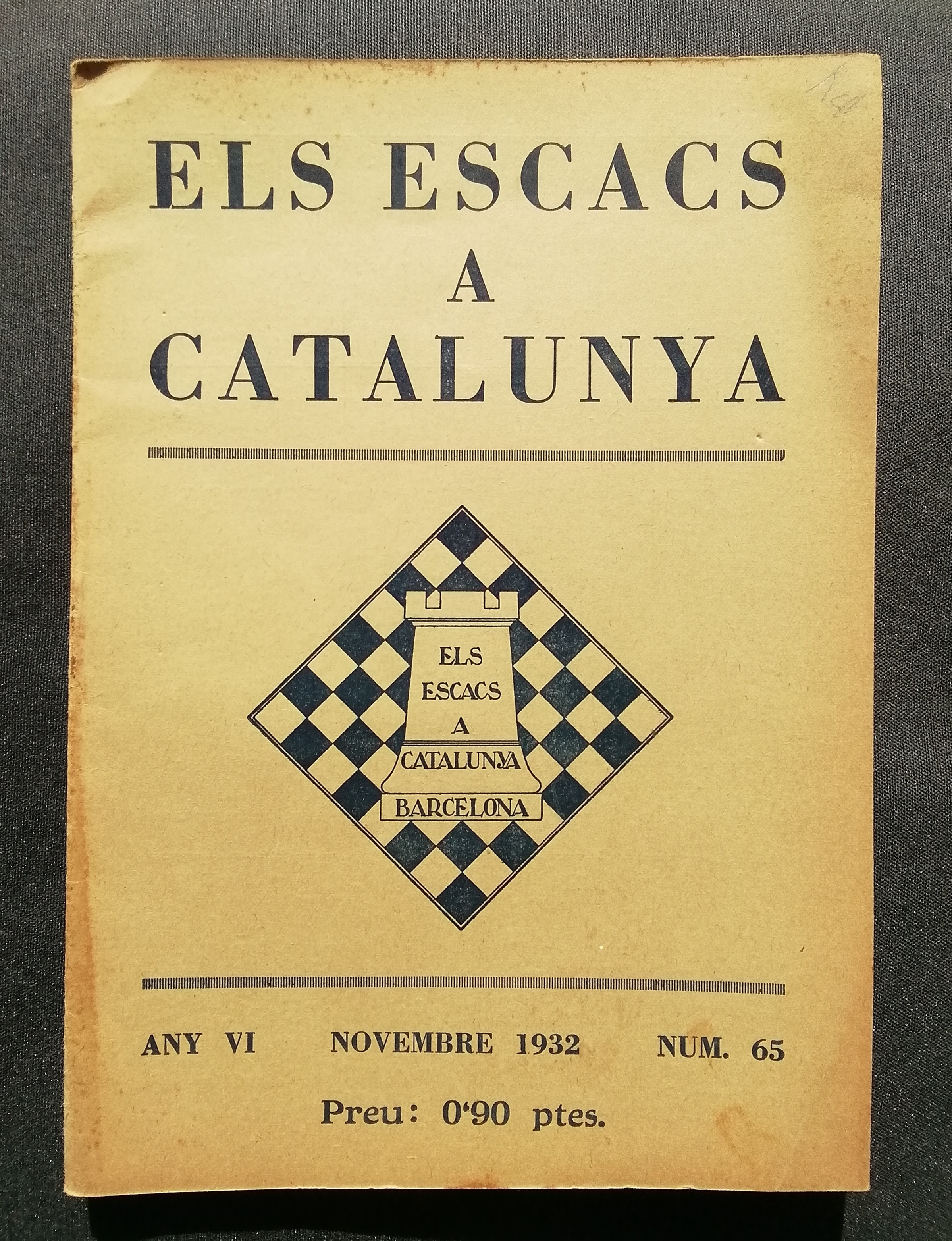
Una de les primeres publicacions d'escacs a Catalunya: Els Escacs a Catalunya. Exemplar de l'any 1932

Els escacs són un joc de tauler de naturalesa recreativa i competitiva per a dos jugadors. Segons els historiadors dels escacs, el joc original en què es basa fou el xaturanga, que es practicava a l'Índia al segle VI dC, i que es va transmetre des d'allà cap a Pèrsia i l'orient d'una banda, i cap al món àrab de l'altra. La forma actual del joc, anomenada més específicament escacs occidentals (o escacs internacionals), per diferenciar-lo dels seus predecessors i d'altres variacions actuals, sorgí al sud-oest d'Europa durant la segona meitat del segle xv, a partir del xatranj. Els escacs occidentals pertanyen a la mateixa família dels actuals xiangqi (escacs xinesos) i shōgi (escacs japonesos).
Els escacs són un dels jocs més populars del món, practicat per milions de persones en torneigs (d'aficionats i professionals), clubs, escoles, a través d'Internet, per correspondència i de manera informal. Hom troba característiques d'art i de ciència en les composicions escaquístiques i en la teoria d'escacs, que abraça obertures, mig joc i finals, les fases en què tradicionalment se subdivideix el transcurs del joc. En l'argot, els jugadors d'escacs es diuen escaquistes. Els escacs és un joc d'estratègia i de tàctica, no impliquen l'element sort, amb l'única excepció pel que fa al sorteig dels colors a l'inici de la partida (les blanques sempre fan el primer moviment). Són especialment coneguts per la seva alta complexitat.
El joc (o partida d'escacs) es disputa en un escaquer, un tauler de caselles clares i fosques, en el qual, a l'inici, cada escaquista controla setze peces amb diferents formes i característiques. L'objectiu de la partida és fer escac i mat (també anomenat simplement mat) al rei de l'adversari. Els teòrics dels escacs han desenvolupat una gran varietat d'estratègies i tàctiques per a assolir aquest objectiu, encara que en la pràctica no sigui un fet gaire habitual, ja que els jugadors amb un gran desavantatge tenen l'opció de rendir-se o d'abandonar la partida davant la derrota imminent, o abans de rebre el mat.
Les competicions oficials d'escacs es van iniciar al segle xix i Wilhelm Steinitz va ser considerat el primer campió del món d'escacs. Des del primer terç del segle xx, dues organitzacions d'àmbit mundial, la Federació Internacional d'Escacs i la Federació Internacional d'Escacs per Correspondència organitzen competicions que apleguen els millors escaquistes d'arreu del món. L'actual campió del món absolut (des del desembre de 2024) és l'indi Dommaraju Gukesh i la campiona mundial femenina (des de 2013) és la xinesa Hou Yifan.
Els escacs van ser reconeguts com a esport pel Comitè Olímpic Internacional el 2001. Tenen olimpíades específiques (bianuals) i campionats mundials en totes les categories per sexes i edats.
El Dia Internacional dels Escacs es commemora cada any el dia 20 de juliol, (data de fundació l'any 1924 de la Federació Internacionals d'Escacs, sovint anomenada amb l'acrònim FIDE), tot i que anteriorment s'havia establert com a dia el 19 de novembre, data de naixement de José Raúl Capablanca.
A Castellar del Vallès hi ha el Museu Nacional dels Escacs de Catalunya.

## Història

### Mitologia

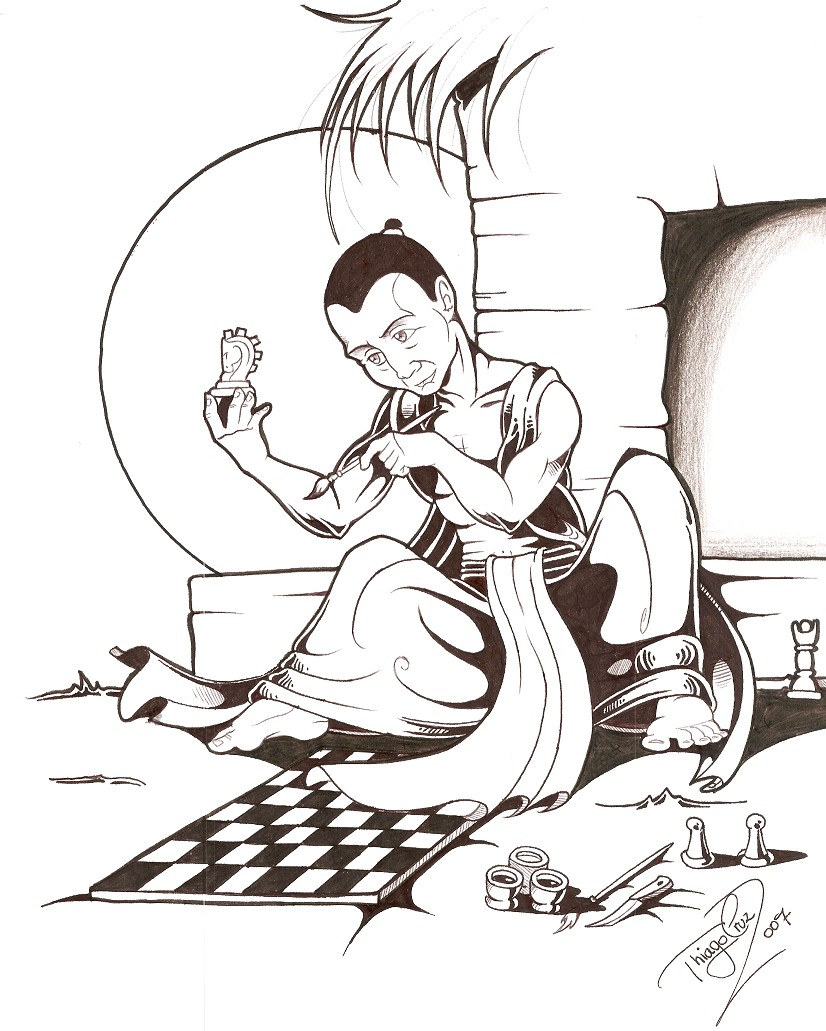
El braman indi Lahur Sessa creant el xaturanga, predecessor del joc d'escacs (recreat segons l'artista brasiler Thiago Cruz, 2007).

Hi ha diverses mitologies associades a la creació dels escacs. Una de les més famoses és la que s'atribueix a un jove braman indi anomenat Lahur Sessa. Segons la llegenda, contada a L'home que calculava, de l'escriptor i matemàtic Malba Tahan, en una província índia anomenada Taligana hi havia un poderós rajà que havia perdut el seu fill a la guerra. El rajà estava tan deprimit que va començar a descuidar la cura del seu regne i la seva pròpia.
Un cert dia el rajà va ser visitat per Sessa, qui va mostrar-li un tauler amb 64 caselles blanques i negres amb diverses peces que representaven la infanteria, la cavalleria, els carros de combat, els conductors d'elefants, el principal visir i el mateix rajà. Sessa va explicar que la pràctica del joc donaria benestar espiritual al rajà, que finalment podria guarir la seva depressió, la qual cosa, efectivament, va passar.
El rajà, agraït, va insistir perquè Sessa acceptara una recompensa per la seua invenció i el braman va demanar simplement un gra de blat per a la primera casella del tauler, dues per a la segona, quatre per a la tercera, vuit per a la quarta i així successivament fins a l'última casella. Espantat per la modèstia del que demanava, el rajà va ordenar que es pagara immediatament la quantia en grans que fora demanada.
Després que es van fer els càlculs, els savis del rajà van quedar atònits amb el resultat de la quantitat a la qual els grans havien arribat, car, segons ells, tota la collita del regne durant 2.000 anys no seria suficient per a cobrir-la. Impressionat amb la intel·ligència del braman, el rajà el va convidar perquè fora visir principal del regne i Sessa li va perdonar el seu gran deute en blat.
Una altra llegenda diu que el joc va ser creat pel déu Mart (mitologia romana) o per Ares (mitologia grega). Basant-se en aquest mite, Sir William Jones va escriure el 1763 un poema titulat Caissa, escrit en hexàmetres llatins, i també una versió del poema en anglès, després del qual Caissa ha esdevingut, en la literatura escaquística contemporània, la musa dels escacs.

### Orígens històrics
Tot i que hom ha apuntat diverses civilitzacions antigues com el bressol dels escacs, com ara l'antic Egipte i la Xina dinàstica, en l'actualitat la majoria dels investigadors estan d'acord que el joc es degué haver originat a l'Índia pels volts del segle VI dC, des d'una antiga forma d'escacs amb regles diferents de les actuals denominada xaturanga en sànscrit.
Posteriorment, el xaturanga es va difondre per Pèrsia durant el segle vii, rebent el nom persa shatranj, probablement amb regles diferenciades en relació amb el joc indi. El xatranj, al seu torn, va ser assimilat pel Món Islàmic després de la conquesta de Pèrsia pels musulmans, però les peces es van mantenir durant molt de temps amb els noms perses originals. Entre els practicants de shatranj de l'època, els més notables van ser Ar-Razi i Al-Adli (al segle ix) i l'historiador as-Sulí i el seu deixeble i successor al-Lajlaj al segle x. As-Suli va fer diversos estudis amb l'objectiu de comprendre els principis de les obertures i dels finals de partida, a més de classificar els practicants de shatranj en cinc categories per raó de la seua força de joc.
En el transcurs del primer mil·lenni de la nostra era, el joc ja s'havia difós arreu d'Europa i havia arribat, de la mà dels àrabs, a la península Ibèrica al segle x. La primera referència escrita als escacs a Europa és el testament del comte Ermengol I d'Urgell l'any 1007. El joc és citat, també, al manuscrit del segle xiii, Libro de los juegos, encarregat per Alfons X de Castella, que tracta sobre el shatranj, entre d'altres jocs.

### Orígens dels escacs moderns (1450-1850)
Les peces en el joc antecessor dels escacs eren molt limitades en els moviments: l'elefant (antecessor del modern alfil, precisament 'al fil', en àrab, significa 'l'elefant') només podia moure's en salts de dues caselles en diagonal, el visir (l'antecessor de la reina) només una casella en diagonal, els peons no podien avançar dues caselles en el seu primer moviment i encara no hi havia enroc. Els peons només se'ls podia promoure a visir, que era la peça més dèbil, després del peó, a causa de la seua limitada mobilitat.
Al segle xi ja apareixen esmentats els jocs d'escacs en documents catalans, com en els testaments del comte Ermengol I d'Urgell (devers el 1010) i de la comtessa Ermessenda de Carcassona, vídua de Ramon Borrell de Barcelona (del 1058). El testament manuscrit d'Ermengol d'Urgell és el document escrit més antic d'Europa que fa referència als escacs. Un dels manuscrits europeus sobre els escacs de més circulació en els segles xiv i xv va ser el Scacorum ludus seu de moribus et officiis nobilium (també titulat Moralisatio super ludum scacorum o Solacium ludi scachorum) del dominic Jaume de Cessoles, traduït a totes les llengües i del qual se'n conserven diversos manuscrits de dues versions catalanes titulades De les costumes dels hòmens e dels oficis dels nobles sobre el joc dels escacs (editada el 1900) i Llibre de bones costums dels hòmens e dels oficis dels nobles (editada el 1902).
Pel fet que les partides es jugaven amb fortes apostes de diners, l'Església va prohibir els escacs. El joc va ser anatematitzat pel concili de París del 1188, disposició que van confirmar Lluís IX a França i Casimir II a Polònia. Posteriorment va ser prohibit també per Joan I d'Aragó (1390) i pel tsar de Rússia Ivan IV (1551). Tanmateix el joc va romandre popular.
Pels volts de l'any 1200, les regles dels escacs van començar a patir modificacions a Europa i, aproximadament cap al 1475, van donar origen al joc tal com es coneix als nostres dies. A València es pot trobar la creació dels escacs moderns amb el llibre Escacs d'amor dels valencians Bernat Fenollar, Francesc Castellví i Narcís Vinyoles, llibre que és anomenat i datat en nombrosos escrits i incunables de l'època, i que malauradament va ser destruït a la guerra civil espanyola. Aquest llibre, que es conserva fotografiat, va ser imprès a la impremta de Pere Trincher i data de l'any 1475; en ell es reprodueix una sola partida sencera en què hi ha per primera vegada a la Història l'enroc, l'alfil modern i la reina, la nova reina (que substitueix l'antic alferes, de moviments restringits) que arreplegaria l'any 1495 dos anys abans del llibre de Lucena, el valencià i català de Sogorb, Francesc Vicent (jueu exiliat i professor d'escacs de Lucrècia Borja), cent problemes d'escacs moderns a l'incunable Llibre dels jochs partits dels escacs en nombre de cent, ambdós llibres escrits íntegrament en català, anomenats i datats en moltíssims altres incunables tot i que actualment estan perduts, només es conserva un petit bocí d'aquest últim.
Les regles modernes van ser adoptades, en primer lloc, probablement a València (malgrat que la historiografia tradicionalment havia situat aquest origen a Itàlia): els peons van adquirir la capacitat de moure's a dues caselles en el seu primer moviment i de capturar altres peons al pas, mentre que els alfils i les dames van obtenir la seva mobilitat de llarg abast actual. La reina va esdevenir la peça més poderosa del joc. Aquests canvis es van difondre ràpidament per tota l'Europa Occidental, a excepció de les regles sobre l'empat, la diversitat de lloc a lloc de les quals no es va consolidar en regles úniques fins a començaments del segle xix.
Per aquesta època es va iniciar el desenvolupament de la teoria escaquística. La primera partida d'escacs coneguda amb les regles actuals es conserva escrita en català en un joc poètic entre els valencians Francí de Castellví, Narcís Vinyoles i Bernat Fenollar, de finals del segle xv, titulat Escacs d'amor. Així mateix l'obra impresa conservada més antiga sobre els escacs, Repetición de Amores y Arte de Ajedrez, escrita pel sacerdot espanyol Luis de Lucena, va ser publicada a Salamanca l'any 1497. Lucena i altres antics mestres dels segles xvi i xvii, com el portugués Pedro Damiano d'Odemira, els italians Giovanni Leonardo Di Bonna, Giulio Cesare Polerio, Gioacchino Greco, el bisbe castellà Ruy López de Segura i el valencià, aleshores català i jueu exiliat Francesch Vicent, van desenvolupar elements d'obertures i defenses, com ara l'obertura italiana, l'obertura Ruy López i el gambit de rei, a més d'haver fet les primeres anàlisis sobre els finals.

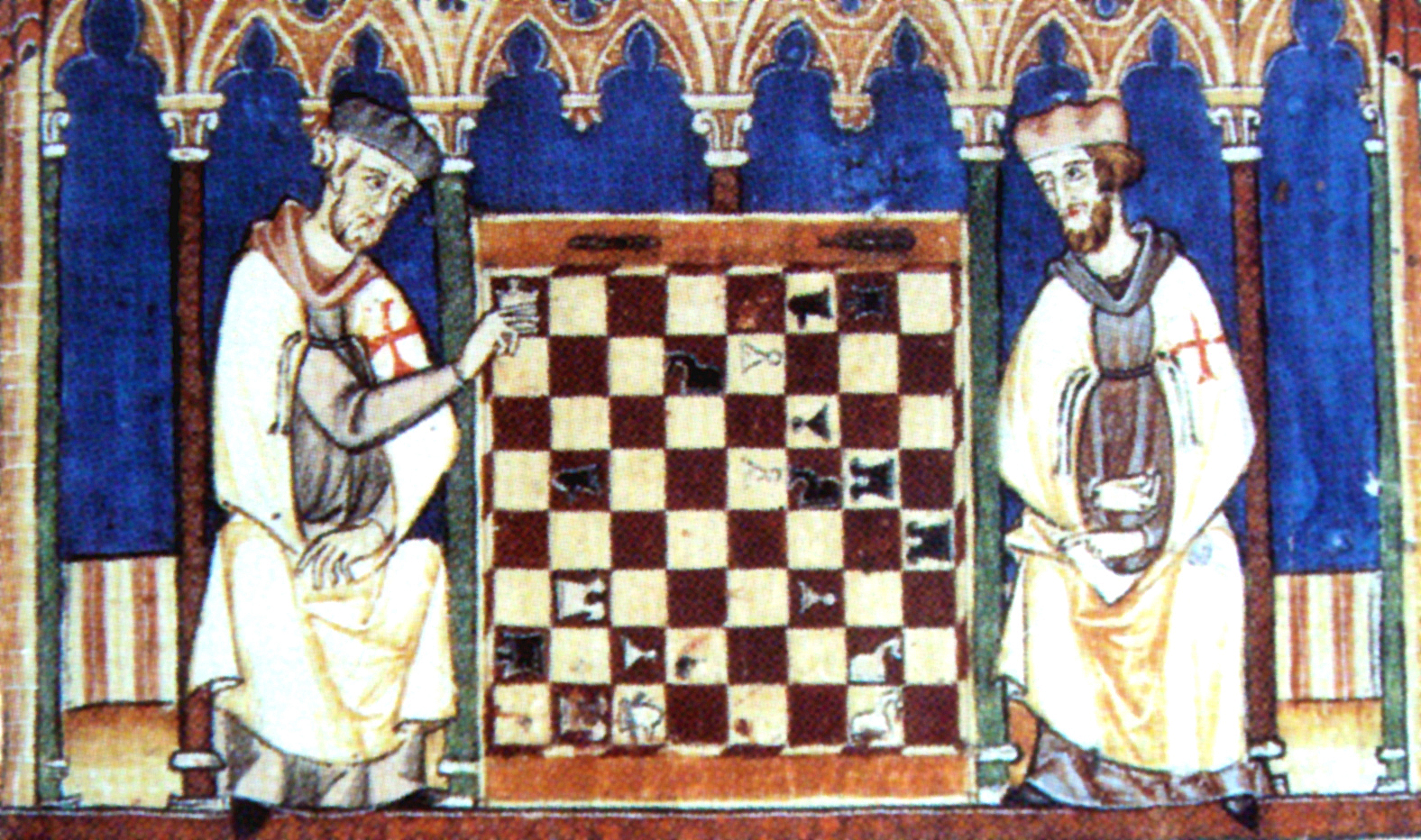
Templers disputant una partida d'escacs en una miniatura del Libro de los juegos (1283).

Al segle xviii, França va passar a ser el centre dels esdeveniments escaquístics. Els mestres més importants eren el músic André Philidor, que va descobrir la importància dels peons en l'estratègia dels escacs, i Louis de la Bourdonnais, que va guanyar una famosa sèrie de partides contra l'escaquista britànic més fort de l'època, Alexander McDonnell, el 1834. El centre de la vida escaquística en aquell període eren les coffee houses a les grans ciutatsd'Europa, entre les quals destaquen el Café de la Régence a París i el Simpson's Divan a Londres.
Durant tot el segle xix, les entitats escaquístiques es van desenvolupar ràpidament. Es van fundar clubs i es van publicar llibres temàtics. Es van començar a celebrar partides per correspondència entre ciutats, com ara la que va tenir lloc entre el London Chess Club contra el Edinburgh Chess Club el 1824. Les composicions d'escacs es van fer habituals en els diaris, en els quals Bernhard Horwitz, Josef Kling i Samuel Loyd van compondre alguns dels estudis i problemes d'escacs més famosos d'aquella època. L'any 1843 es va publicar la primera edició del manual Handbuch des Schachspiels, escrit pels mestres germànics de la Berliner Schule Paul Rudolf von Bilguer i Tassilo von Heydebrand und der Lasa, considerada la primera obra completa sobre la teoria dels escacs.

### El naixement d'un esport (1850-1945)
El primer torneig modern va tenir lloc a Londres el 1851. El campió va ser l'alemany Adolf Anderssen, relativament desconegut a l'època, que va ser aclamat com el millor jugador del món. El seu estil enèrgic i brillant es va fer molt popular i fou imitat pels altres practicants. Les seues partides repletes de sacrificis, com ara la Immortal o la Sempreviva, van ser considerades les més altes realitzacions de l'art dels escacs. La Immortal és citada per alguns autors com la partida més famosa de la història dels escacs.
Una visió més profunda sobre l'estratègia escaquística va venir de la mà de dos joves jugadors: Paul Morphy i Wilhelm Steinitz.

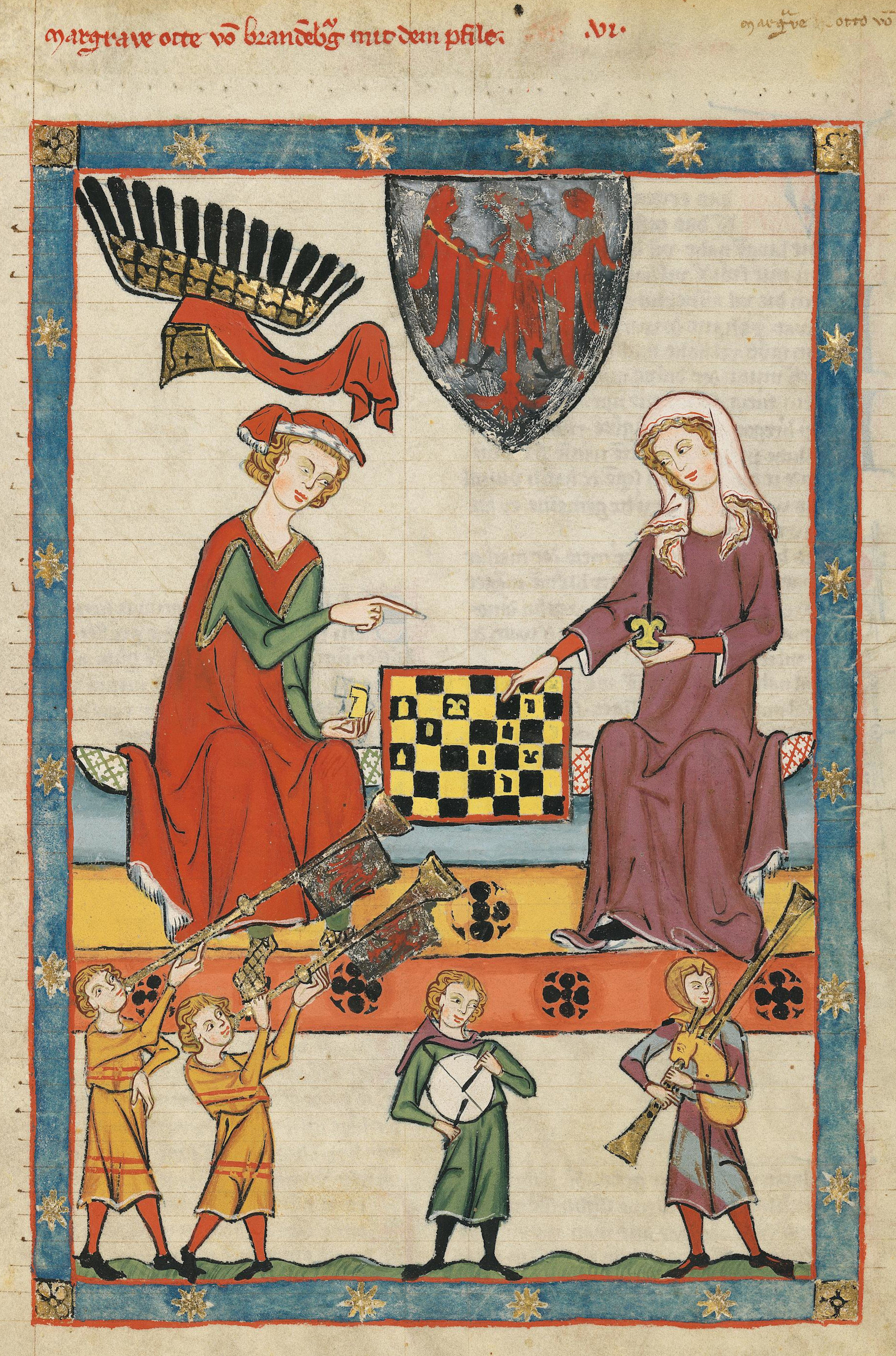
L'Emperador germànic Otó IV del Sacre Imperi Romanogermànic

El nord-americà Morphy, un extraordinari prodigi, va vèncer tots els seus oponents més forts, incloent-hi el mateix Anderssen, durant la seua curta carrera entre els anys 1857 i 1863. L'èxit de Morphy s'havia originat d'una combinació d'atac fulminant i profunda estratègia.
Aquest esquema va ser més tard reinventat i descrit per un altre mestre i teòric, l'alemany Wilhelm Steinitz. Steinitz va iniciar una altra important tradició: després del seu triomf sobre el prominent mestre alemany Johannes Zukertort, el 1886 va ser considerat el primer campió mundial d'escacs. Steinitz no va perdre la corona fins al 1894, per a d'un jove filòsof i matemàtic alemany, Emanuel Lasker, que va mantenir el títol durant 27 anys, la permanència més llarga com a campió del món de tots els temps. Lasker va ser el primer escaquista que va fer servir mètodes psicològics contra els seus adversaris.
Però va ser un prodigi cubà, el diplomàtic José Raúl Capablanca, campió del món en el període comprés entre 1921 i 1927, qui va posar fi al regnat germànic del món dels escacs. A Capablanca li agradaven les posicions simples i els finals de joc; va romandre imbatible en els torneigs durant vuit anys fins al 1924. Capablanca és considerat en els nostres dies el talent natural més gran de la història de l'escaquisme i l'escaquista hispà més gran de tots els temps. El seu successor va ser Aleksandr Alekhin, un fort atacant, que va morir com a campió del món el 1946, havent perdut el títol durant un breu període per a l'escaquista neerlandès Max Euwe el 1935, que va conquistar de nou dos anys després.
En el període comprés entre les dues grans guerres mundials, la teoria escaquística va ser revolucionada per una nova escola de pensament coneguda com a hipermodernisme, liderada per Aron Nimzowitsch i Richard Réti. Aquests negaven la validesa absoluta dels principis de l'escola posicional que havia estat establerta per Steinitz i Tarrasch. Els hipermoderns defenien el control a distància del centre del tauler mitjançant peces, en lloc d'ocupar les caselles centrals amb peons, convidant els adversaris a ocupar el centre amb els seus peons, que després esdevindrien objectius d'atac.
Des del final del segle xix, la xifra de torneigs i matxs entre mestres va anar creixent ràpidament. El 1914, el títol de Gran Mestre va ser atorgat per primera vegada oficialment pel tsar rus Nicolau II als cinc finalistes del torneig de Sant Petersburg: Capablanca, Lasker, Alekhine, Tarrasch i Marshall. El títol segueix mantenint la mateixa denominació actualment, i és atorgat per la FIDE, fundada el 1924.

### L'era postguerra (del 1945 fins al moment actual)

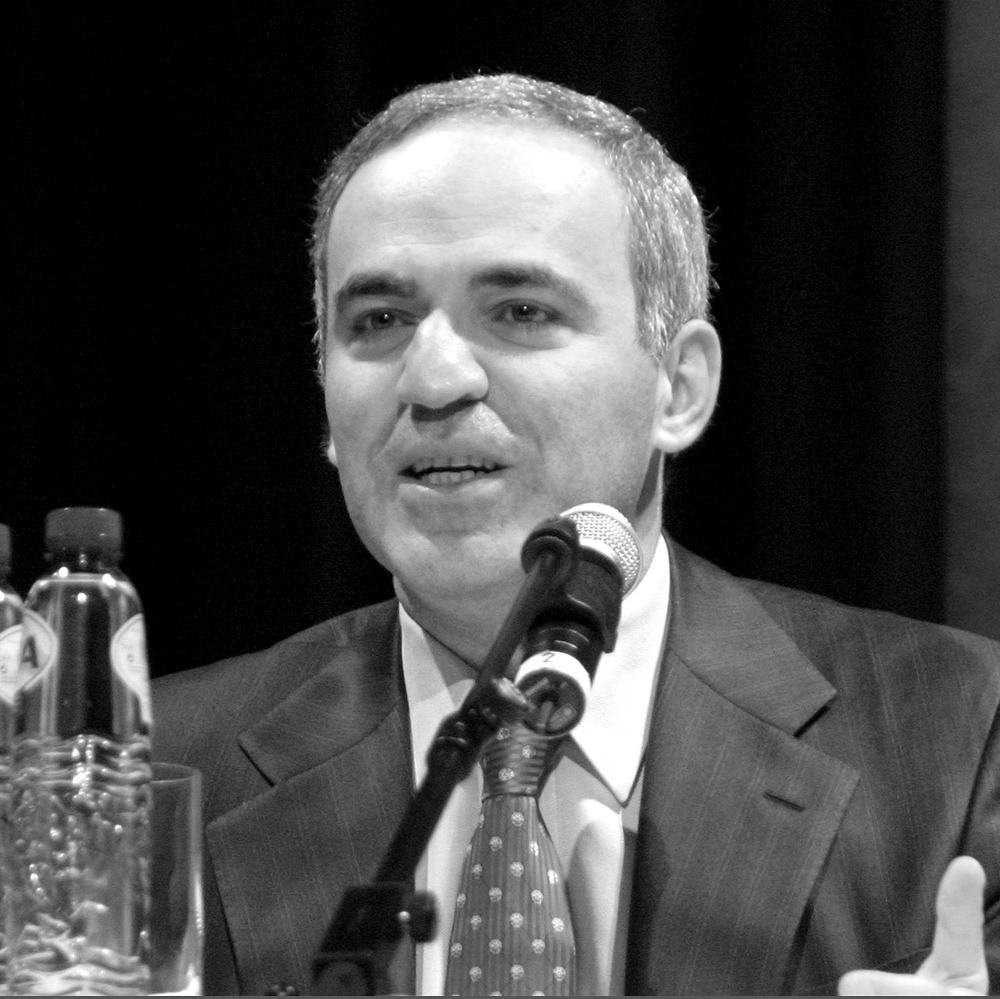
Garri Kaspàrov, considerat un dels campions d'escacs més grans de tots els temps, amb títols mundials consecutius del 1985 al 2000.

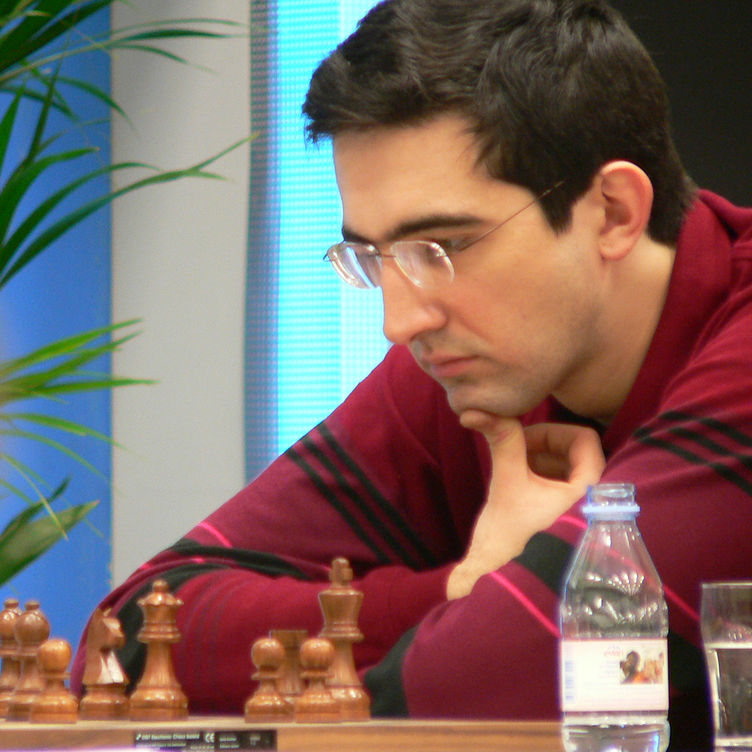
Vladímir Kràmnik, va derrotar Kaspàrov el 2000 i va reunificar les dues corones mundials el 2006.

Després de la mort d'Alekhine, el nou campió del món va ser seleccionat en un torneig d'escaquistes d'elit, organitzat per la FIDE que, d'aleshores ençà, administra el títol. El guanyador del torneig del 1948, Mikhaïl Botvínnik, va iniciar una era d'hegemonia soviètica en el món dels escacs. Fins a la dissolució de l'URSS, hi va haver només un campió del món no soviètic, el nord-americà Robert Fischer.
En el sistema informal adoptat anteriorment, el campió del món tenia el dret de decidir amb quin desafiador disputaria el títol mundial, quedant a càrrec del desafiador la recerca de patrocinadors per al matx. La FIDE va establir, llavors, un nou i modern sistema de torneigs de classificació i matxs que substituïa aquest sistema arcaic. Els millors jugadors d'escacs del món van passar a ser seleccionats primerament en els Torneigs Zonals, seguits pels Torneigs Interzonals. Els millors finalistes dels Torneigs Interzonals participaven en el Torneig de Candidats que, al seu torn, definia el desafiador que podria llavors disputar la corona al campió del món. Un campió derrotat en aquest matx final tenia el dret de jugar un rematx o matx de revenja l'any següent. El sistema funcionava en un cicle de tres anys.
Botvínnik va guanyar el campionat mundial el 1948 i va retenir la corona en els anys 1951 i 1954. El 1957 la va perdre en benefici de Vassili Smislov, però va recuperar el títol al rematx del 1958. Va perdre el títol novament davant Mikhaïl Tal en el matx pel campionat del món de 1960, però el va tornar a recuperar el 1961.
Mentrestant, a partir del 1961, la FIDE va abolir la clàusula del rematx, i el campió següent, Tigran Petrossian, un geni de la defensa i un molt bon jugador posicional, va mantenir la corona en el període del 1963 al 1969. El seu successor, Borís Spasski, va ser campió del món entre els anys 1969 i 1972 i un formidable jugador tant en el joc posicional com en agudes situacions tàctiques.
El campionat següent, disputat entre Spasski i el jove nord-americà Robert Fischer, una figura emergent que es va fer ràpidament molt popular a nivell mundial, i que degut en part a les implicacions que tenia en la guerra freda, va ser aclamat com el Matx del Segle. El matx el va guanyar Fischer, qui, el 1975, va refusar de disputar-lo contra el soviètic Anatoli Kàrpov. La FIDE va concedir el títol a Kàrpov, que el va defensar dues vegades contra Víktor Kortxnoi i va dominar el món dels escacs en les dècades del 70 i 80 amb una llarga sèrie de victòries.
La supremacia de Kàrpov es va acabar el 1985 de la mà d'un altre escaquista soviètic, Garri Kaspàrov. Kaspàrov i Kàrpov van disputar encara el títol mundial cinc vegades entre els anys 1984 i 1990.
El 1993, Kaspàrov i Nigel Short van trencar amb la FIDE i van organitzar el seu propi cicle pel títol mundial, fundant la Professional Chess Association (PCA). A conseqüència d'això, en aquell període van passar a haver-hi dos campions mundials, que representaven entitats diferents, la FIDE i la PCA. Després del campionat del 1995 la PCA va desaparèixer, i Kaspàrov va quedar sense el suport de cap organització per escollir el seu desafiador. Així doncs, el 1998 va fundar el Consell Mundial d'Escacs i va organitzar el Campionat Mundial d'Escacs Clàssics. No hi va haver una reunificació dels títols fins al 2006, quan el rus Vladímir Kràmnik, campió clàssic va derrotar el campió FIDE Vesselín Topàlov i va esdevenir campió del món de les dues corones.
El 2007, el títol mundial va ser conquerit per l'indi Viswanathan Anand en el Campionat del món de 2007, esdeveniment on Kràmnik va ser un dels finalistes. Anand va retenir el títol el 2008 contra Kràmnik, novament el 2010 contra Vesselín Topàlov, i un tercer cop consecutiu el 2012 contra Borís Guélfand, de manera que Anand va defensar tres cops de forma consecutiva la seva corona mundial. El novembre de 2013, però, la va perdre contra Magnus Carlsen, el vigent campió.

## Elements materials del joc
Els tres principals elements materials necessaris per jugar són les peces, l'escaquer, i el rellotge d'escacs.

### Les peces d'escacs
Cada jugador disposa inicialment de setze peces: vuit peons, dos cavalls, dos alfils, dues torres (o rocs), un rei i una dama o reina. Cada tipus de peça té un moviment únic i característic. En el món dels escacs, hom coneix com a peces majors la reina i les torres, i com a peces menors els alfils i els cavalls.
Quan una peça es pot moure a una casella en què hi ha situada una peça adversària, aquesta última és capturada. Així, la peça que ha de ser jugada es mou a la casella de la peça oponent, que llavors és retirada del tauler. La diferència relativa de valor entre les peces en diferents moments de la partida determina la bondat o no d'una captura. Hom parla de "canvi" si es produeix una captura mútua entre peces del mateix valor, o de "sacrifici" si es permet la captura d'una peça pròpia de més valor que la que el rival dona a canvi (si en dona alguna). Un sacrifici es fa per aconseguir un clar avantatge posicional o, sovint, per tal d'arribar a una posició que permeti el mat.
Es produeix amb relativa freqüència en les partides el guany o el sacrifici de la qualitat. El primer consisteix a guanyar la torre de l'adversari a canvi d'un alfil o un cavall propi, és a dir, a guanyar una peça de més qualitat (la torre) que la que es perd (l'alfil o bé el cavall). La segona consisteix a permetre la captura d'una torre pròpia a canvi d'un cavall o d'un alfil rival.
El rei és l'única peça que mai no pot ser capturada. La partida acaba quan té lloc el mat, és a dir, la imminència de la captura del rei.

### L'escaquer
|   | a | b | c | d | e | f | g | h |   |
| 8 |   |   |   |   |   |   |   |   | 8 |
| 7 | 7 |   |   |   |   |   |   |   |   |
| 6 | 6 |   |   |   |   |   |   |   |   |
| 5 | 5 |   |   |   |   |   |   |   |   |
| 4 | 4 |   |   |   |   |   |   |   |   |
| 3 | 3 |   |   |   |   |   |   |   |   |
| 2 | 2 |   |   |   |   |   |   |   |   |
| 1 | 1 |   |   |   |   |   |   |   |   |
|   | a | b | c | d | e | f | g | h |   |

El tauler d'escacs és un quadrat subdividit en 64 caselles iguals (8 × 8), també quadrades, alternativament de color clar i de color fosc. Un jugador se situa de cara al contrincant, de tal manera que cada jugador tingui una casella blanca en el seu cantó dret.
Els elements bàsics del tauler són:
- Fila. És cadascuna de les vuit línies de vuit caselles que es formen alineant aquestes horitzontalment respecte dels jugadors. Es numeren de l'1 al 8, començant des de la primera fila pel que fa al bàndol de les peces blanques.
- Columna. És cadascuna de les vuit línies de vuit caselles que es formen alineant aquestes verticalment respecte dels jugadors. S'anomenen amb lletres minúscules de la (a) a la (h), començant des de la primera columna esquerra pel que fa al bàndol de les peces blanques.
- Diagonal. És cadascuna de les 16 línies que es formen agrupant les caselles diagonalment. Les dues grans diagonals tenen vuit caselles.
- Centre. El centre del tauler són les quatre caselles centrals.
- Cantonades. Cadascuna de les quatre caselles situades a les cantonades del tauler.
- Vores. Les dues columnes (a i h) i dues files (1 i 8) situades als extrems del tauler.

Un tauler pot tenir els números i lletres per identificar les files, columnes i caselles, amb la finalitat de registrar el desenvolupament de les partides mitjançant la notació algebraica, que és actualment la notació oficial.

### El rellotge d'escacs

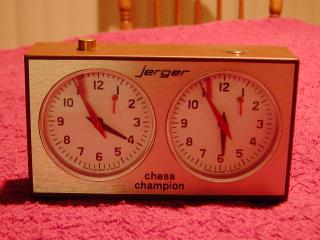
Rellotge d'escacs analògic.

Es tracta d'un doble cronòmetre que mesura el temps que cadascun dels dos jugadors esmerça a pensar les seves jugades. Els dos cronòmetres estan connectats entre ells de tal manera que mentre l'un funciona l'altre no. Hi ha dos tipus de rellotges d'escacs, els analògics i els digitals. En el cas dels rellotges analògics aquests contenen un dispositiu anomenat «bandera» que ajuda a identificar el moment exacte en què s'ha sobrepassat el «control de temps».
Abans de començar una partida s'ha d'haver pactat el ritme de joc, o sigui, el límit de temps que té cada adversari per jugar la partida o fer un nombre de moviments. Quan un jugador ha sobrepassat aquest límit de temps es diu que li ha caigut la bandera. En alguns casos el ritme de joc està determinat per un temps inicial més un temps afegit per a cada jugada.
Després de cada moviment, el jugador desactiva el seu cronòmetre i simultàniament activa el del seu adversari. Com a norma general, el jugador ha de parar el rellotge amb la mateixa mà amb què ha fet la jugada.
Segons la modalitat, un jugador «perd per temps» quan no ha fet el nombre de jugades pactades en un període determinat o, en el cas de les partides o finals «a caiguda de la bandera», quan ha sobrepassat el temps estipulat per a jugar.

#### Ritmes de joc
Els controls de temps en els escacs neixen de la necessitat d'evitar que els jugadors triguin massa a reflexionar les seves jugades, la qual cosa era molt habitual fins a la darreria del segle xix. En partides amistoses, el ritme de joc és acordat normalment pels jugadors, que poden decidir si utilitzen un rellotge o no. En canvi, en torneigs oficials, el temps disponible per a cada jugador depèn del tipus de torneig (normal, semiràpides, escacs actius, etc.) i és establert per l'organització del torneig. Un jugador pot disposar d'un cert temps per a tota la partida, o per aconseguir un nombre de jugades establert. A més a més, pot rebre o no una certa bonificació en temps per cada jugada. Si un jugador esgota el seu temps o no és capaç de fer el nombre de jugades assignades, perd la partida.
D'acord amb la durada de cada partida, aquesta pot ser:
* Partida blitz o llampec: És aquella en la qual cada jugador disposa d'un màxim de 15 minuts per a tota la partida, o bé totes aquelles partides amb increment de temps per jugada en les quals, de la suma de l'increment multiplicat per 60 i el temps inicial de reflexió no s'obtingui una quantitat superior als 15 minuts.
* Partida ràpida: És aquella en la qual el temps per a cada jugador està entre 15 i 60 minuts o, si es juga amb increment, aquella el temps de reflexió inicial de la qual, més la suma de l'increment multiplicat per seixanta, queden compreses en aquest interval. Normalment, aquest ritme de joc s'utilitza en desempats de torneigs jugats amb ritme normal, i el seu temps es fixa en 25 minuts.
* Partida normal (ritme clàssic): És aquella en la qual el temps de reflexió per jugador és superior a 60 minuts. Aquest és el ritme de joc més usat a escala magistral. En torneigs amb gran quantitat de participants, sol haver-hi un control de 90 minuts per jugador més 15 segons d'increment per jugada, mentre que en torneigs d'elit s'assignen controls de temps per a un cert nombre de jugades, més un temps per al final de la partida.
Les partides sense rellotge no tenen un nom específic, encara que popularment, als Països Catalans, s'anomenen partides amistoses o partides de cafè. El nom de partides amistoses té a veure amb el fet que no és una partida de competició i, per tant, el resultat no pot afectar l'Elo, ni crear disputa per algun tipus de classificació o premi, ni crear rivalitat a causa d'això. El nom de partides de cafè és degut al costum de jugar aquest tipus de partides, que no són de competició, a les taules d'un bar o cafeteria, generalment d'un centre cultural.

## Lleis dels escacs

### Posició inicial de la partida
Durant una partida d'escacs, cada escaquista controla setze peces que poden ser de color clar o obscur (normalment blanques i negres). Les blanques han de fer sempre el primer moviment. Són necessaris un tauler amb vuit fileres i vuit columnes compost per seixanta-quatre caselles (la meitat clares i la meitat obscures, alternativament). El rellotge d'escacs és opcional per a disputes no oficials. Perquè el tauler quedi correctament posicionat abans de cada partida, cada jugador ha de tenir un quadrat clar a la seva dreta.

### Regles bàsiques
Durant el transcurs de la partida, quan el rei d'un jugador és directament atacat per una peça enemiga, es diu que el rei està en escac. En aquesta posició el jugador ha de moure el rei per a posar-lo fora de perill, capturar la peça adversària que està efectuant l'escac o bloquejar l'atac amb una de les seves pròpies peces. Aquesta última opció no és possible si la peça atacant és un cavall, ja que aquesta peça pot saltar sobre les peces adversàries. L'objectiu del joc és fer escac i mat a l'adversari, la qual cosa té lloc quan el rei oponent es troba en escac i no es pot fer cap moviment de fugida, defensa o atac per a anul·lar l'escac. En aquest cas, o la peça és menjada per l'adversari o el jugador perdedor tomba el rei, com a senyal de rendiment. Hi ha l'obligatorietat que els jugadors diguen, en el cas d'escac, escac, i en el cas d'escac i mat, escac i mat, excepte si l'adversari tomba la peça.
Els jugadors també disposen de tres moviments especials: l'enroc, que fortifica el rei, protegint-lo d'atacs enemics, tot i que no pot dur-se a terme si el rei està en escac; la captura al pas, quan un peó que arriba a la cinquena filera avança fins a la sisena i pren un altre peó oponent que, en les dues columnes adjacents, ha avançat dues caselles en el seu moviment inicial; i la promoció, permesa als peons que, quan arriben a la vuitena fila, poden ser promoguts a qualsevol altra peça, amb l'excepció del rei.

### Notació escaquística
El sistema de notació de partides oficial i adoptat per la FIDE és el sistema de notació algebraica abreujada. Anteriorment també era utilitzat sistema de notació descriptiva, que va caure en desús. En el sistema descriptiu els moviments simètrics tenen la mateixa notació, la qual cosa causava amb freqüència errors de notació durant els torneigs d'escacs. La FIDE també recomana que en els llibres i revistes sobre escacs s'adopte el sistema de notació algebraica figurativa, en el qual cada peça és representada per una icona, la qual cosa possibilita l'entesa universal del transcurs de les partides.
Sistema Algebraic

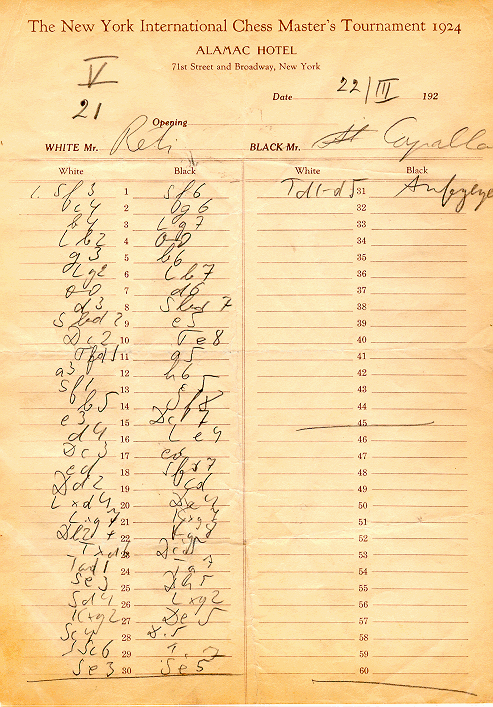
Full de notació, on hi ha anotada una partida entre Réti i Capablanca, mitjançant el sistema algebraic (Nova York, 1924).

Com es veu en els diagrames del costat, el tauler es divideix en huit línies horitzontals numerades de l'1 al 8 i en 8 columnes verticals identificades amb les lletres a a h (sempre minúscules!), començant per l'esquerra i anant cap a la dreta del jugador de blanques. Cadascuna de les peces s'indica amb la inicial majúscula (per tal de no confondre-la amb les lletres indicatives de columnes) del seu propi nom, d'aquesta manera: Cavall, Alfil, Torre, Dama i Rei. Els peons no necessiten ser indicats. Les jugades s'indiquen de la següent manera: primerament s'escriu la lletra que representa la peça jugada, després la coordenada de la casella en la qual ha estat col·locada, columna i línia, en aquest ordre.
Sistema Descriptiu
La notació descriptiva dona a cada casella un nom i les peces reben el nom de les seues inicials, incloent-hi el peó. És important dir que en aquesta notació el tauler és dividit en dues parts o "ales": una del rei i l'altra de la dama. Les fileres estan numerades a partir de cada jugador. Difereix de la notació algebraica perquè en aquesta hi ha un únic ordre numèric (a partir de les blanques). El nom de la columna i el número de la filera indiquen la casella a la qual s'ha mogut la peça, i el moviment de les blanques és designat numèricament del costat de les blanques i el de les negres, de la mateixa manera, com ja va ser explicat anteriorment.
Símbols especials
Els principals signes especials utilitzats per a la notació de les partides són els següents, d'acord amb la taula de sota:
| Símbol | Significat     | Exemple  | Comentaris                                                           |
| ------ | -------------- | -------- | -------------------------------------------------------------------- |
| #      | Mat            | Tb8#     | Torre fa mat al rei quan és moguda a la casella b8.                  |
| +      | Escac          | De5+     | Dama fa escac al rei quan és moguda a la casella e5.                 |
| x      | Captura        | DxC      | Dama pren cavall.                                                    |
| e.p.   | Captura al pas | exd e.p. | Peó de la columna e pren peó de la columna d per la regla d'al pas.  |
| 0-0    | Enroc curt     | -        | Enroc efectuat a l'ala del rei.                                      |
| 0-0-0  | Enroc llarg    | -        | Enroc efectuat a l'ala de la dama.                                   |
| =      | Promoció       | e8=D     | Peó de la columna e arriba a la vuitena filera i és promogut a dama. |

També hi ha una altra classe de símbols utilitzats per a comentar les partides
conforme a la taula de sota:
| Símbol     | Significat               |
| ---------- | ------------------------ |
| !          | Bon moviment.            |
| !!         | Moviment brillant.       |
| ?          | Mal moviment.            |
| ??         | Moviment pèssim.         |
| !?         | Moviment interessant.    |
| ?!         | Moviment dubtós.         |
| ±          | Avantatge blanc.         |
| +/=        | Lleuger avantatge blanc. |
| +–         | Avantatge decisiu blanc. |
| ± invertit | Avantatge negre.         |
| =/+        | Lleuger avantatge negre. |
| –+         | Avantatge decisiu negre. |
| ∞          | Posició incerta.         |

### Modalitats
- Presencial: forma tradicional, en la qual els jugadors són presents físicament, cara a cara;
- Virtual: els jugadors disputen les partides mitjançant ordinadors connectats a Internet o una xarxa local;
- Ràpid, llampec i blitz: variació simple de la forma tradicional en la qual el temps per a jugar és molt reduït;
- Simultània: un jugador s'enfronta al mateix temps a diversos adversaris;
- A la cega: un jugador no té visió del tauler (o fa servir una bena als ulls, o està d'esquena al tauler, o en una sala separada); necessita guardar les posicions de memòria;
- Per correspondència: aquí els moviments són enviats per correspondència (normalment per targeta postal); el jugador rep el moviment del seu adversari, el reprodueix al tauler, fa el seu moviment i l'envia per correu; l'adversari fa el mateix i envia la carta, fins que la partida s'acaba; aquesta modalitat està caient en desús, substituïda pel correu electrònic. Per als escacs per correspondència hi ha federacions nacionals i internacionals que organitzen aquesta modalitat, reconegudes per la FIDE.
- Problemes: un problema d'escacs és normalment en forma d'una posició de tauler a partir de la qual l'escaquista ha de cercar la victòria (mat) o una posició clarament vencedora. Els problemes d'escacs són habituals en columnes especialitzades de diaris; el tipus de problema més habitual és el mat en 2, on les blanques han de far mat en dos moviments, normalment usant una combinació amb invocació estètica.

## Fases de la partida
A raó dels diferents patrons d'estratègia i tàctica, una partida d'escacs és normalment dividida en tres fases diferenciades, orgànicament relacionades: l'obertura és la fase inicial, en què els jugadors es preocupen bàsicament del desenvolupament de les seves peces; el mig joc, la fase en què s'aplica especialment l'estratègia i la tàctica; i el final, on la majoria de les peces, d'ambdós costats, ja han estat capturades i els reis inicien una participació activa en el joc.

### Obertura
L'obertura és la fase de la partida que conté el grup de moviments inicials de les blanques i de les negres. Les seqüències consagrades de moviments inicials de les blanques són denominades també "obertures" i, quan són efectuades per les negres, són denominades "defenses" i reben noms propis, com ara obertura Ruy López o defensa Caro-Kann, catalogades també en obres de referència com ara l' Enciclopèdia d'Obertures d'Escacs, o Modern Chess Openings.
Hi ha centenars d'obertures i defenses diferents que varien força en les característiques, des del joc posicional fins a moviments bastant agressius. Els escaquistes professionals necessiten anys de pràctica i d'estudi per dominar completament les obertures i les defenses dels seus repertoris i evitar-ne els paranys, i continuen perfeccionant aquest coneixement durant tota la carrera, en tant que la teoria escaquística sempre està evolucionant amb l'augment constant de novetats teòriques.
Els objectius estratègics fonamentals de la majoria de les obertures i defenses són bastant similars:
- Desenvolupament: posicionar les peces (en particular alfils i cavalls) en caselles clau, on puguin exercir un gran impacte en el transcurs de la partida;
- Control del centre: controlar les caselles centrals permet que les peces siguin mogudes a qualsevol part del tauler fàcilment;
- Seguretat del rei: aconseguida normalment per mitjà de l'enroc;
- Estructura de peons: els escaquistes experts eviten a tot preu la creació de debilitats en l'estructura de peons, com ara peons doblats, aïllats o endarrerits, entre d'altres.

### Mig joc

La Partida Immortal, disputada entre Adolf Anderssen i Lionel Kieseritzky a Londres el 1851, curulla de bellíssimes combinacions, incloent-hi sacrificis.

El mig joc és la fase de la partida on la majoria de les peces ja s'han desenvolupat, tot depenent de com han estat conduïdes l'obertura o la defensa escollides per cada jugador. Per aquesta raó, l'estudi de la teoria de les obertures i defenses ha d'estar en harmonia amb la preparació de plans estratègics que tinguin com a resultat un mig joc esperat.
El mig joc també és la fase en la qual poden tenir lloc la majoria de les combinacions. Les combinacions de mig joc estan sovint connectades amb l'atac al rei oponent; alguns patrons típics tenen els seus propis noms, com ara per exemple el mat de Boden o la combinació de Lasker-Bauer.
Una altra qüestió important del mig joc és quan i com reduir el material disponible i entrar en la fase final de la partida (aquesta reducció de material és denominada simplificació). Per exemple, els petits avantatges materials poden ser transformats en victòria només en un final de joc ben conduït, i per a això el costat amb el petit avantatge ha de buscar un mitjà per a efectuar la simplificació i obtenir un final favorable. Mentrestant, no totes les reduccions de material són adequades per a aquest propòsit, per exemple, si un dels bàndols té un alfil de caselles clares i l'oponent en té un de caselles obscures, la simplificació per a un final d'alfils i peons és generalment avantatjosa per al costat més dèbil, en tant que els finals d'alfils de colors oposats acaben normalment en empat, i de la mateixa manera amb l'avantatge d'un o dos peons.

### Final
El final de la partida és la fase en què queden al tauler relativament poques peces i, per tant, llevat de comptades excepcions, deixen de ser possibles els atacs al rei típics del mig joc. Hi ha tres diferències principals d'estratègia entre les fases inicials de la partida i els finals:
- Durant el final, els peons esdevenen més importants; els finals transcorren amb freqüència a l'entorn de la recerca de promoció d'un peó a dama tan bon punt s'arriba a la vuitena filera;
- El rei, que ha estat protegit durant tot el mig joc, esdevé ara una peça forta i ha de ser portat aviat al centre del tauler, on podrà protegir els seus propis peons, atacar peons enemics i limitar els moviments del rei oponent mitjançant l'oposició;[36]
- El zugzwang, un desavantatge causat per l'obligació d'efectuar un moviment, és normalment un factor important en els finals[36][37] i rarament en les altres dues fases d'una partida.

Els finals poden ser classificats d'acord amb el tipus de peces que resten en el tauler. Els mats bàsics tenen lloc en posicions en les quals un dels costats té només el rei i l'altre costat té només una o dues peces i el mat és possible amb el suport del rei a la peça atacant; en els finals de rei i peons, sense peces, l'objectiu bàsic és promoure un dels peons per obtenir una peça que permeti arribar a una posició de mat bàsic.

## Estratègia i tàctica
L'estratègia escaquística consisteix a definir i assolir objectius de llarg termini durant una partida – per exemple, on posicionar diferents peces – mentre que la tàctica es concentra en maniobres immediates en el tauler. Aquestes dues parts del pensament escaquístic no poden ser completament separades, en tant que els objectius estratègics són assolits principalment per mitjà de tàctiques, mentre que la raó de ser de les tàctiques es basa en una estratègia prèvia de joc.

### Fonaments de l'estratègia
L'estratègia està orientada a l'avaluació de posicions al tauler i l'establiment de fites a assolir. Durant l'avaluació, els escaquistes han de tenir en compte el valor de les peces, l'estructura de peons, la seguretat del rei, el domini espacial i el control de caselles clau o grup de caselles (com ara columnes i diagonals obertes, caselles blanques o negres).
L'avaluació més bàsica és el recompte del valor total de les peces d'ambdós costats. Els valors de cada peça són normalment estimats en: un punt per als peons, tres punts per als cavalls i els alfils, cinc punts per a les torres i nou punts per a la dama. En els finals, el rei és generalment més poderós que una peça menor (cavall o alfil), tot i que menys fort que una torre, i per això el seu valor de combat és estimat de vegades en quatre punts. Hi ha autors que afirmen que, el rei té valor absolut, en tant que perdre'l és perdre la partida. Aquests valors bàsics poden ser fàcilment alterats per altres factors, com ara la posició de peces (per exemple, un peó avançat val més que un peó en la seva posició inicial), coordinació entre peces (per exemple, un parell d'alfils poden ser molt més fàcilment coordinats que un alfil i un cavall; per aquest motiu alguns autors consideren els alfils com si valguessin tres punts i mig), o el tipus de posició (generalment els cavalls són millors en posicions tancades i els alfils en posicions obertes).
Un altre factor important en l'avaluació de posició en una partida és l'estructura de peons. L'estructura de peons és relativament estàtica i la seva conformació cal que estigui d'acord amb l'orientació estratègica que un escaquista està seguint en el transcurs d'una partida. Debilitats en aquesta estructura, com ara peons doblats, aïllats o endarrerits són, la majoria de vegades, de naturalesa permanent i han de ser evitades sempre.

### Fonaments de la tàctica
La tàctica es concentra en accions de curt termini i poden ser calculades de manera precisa per un escaquista o un programa d'ordinador. L'abast del càlcul dependrà de les habilitats de l'escaquista o de la velocitat del microprocessador. En posicions normals amb moltes possibilitats de respostes a moviments cap a ambdós costats, un càlcul precís no és possible, mentre que en una posició tàctica amb un limitat nombre de variants forçades, és possible de calcular una llarga seqüència de moviments.
Accions tàctiques simples d'un o dos moviments -amenaces, canvis de material, atacs dobles, entre d'altres- poden ser combinades en variants més complicades, denominades maniobres tàctiques, que amb freqüència forcen el rival a seguir una determinada línia de joc desavantatjosa. Els teòrics descriuen diversos mètodes tàctics elementals i maniobres típiques, com ara sacrificis, clavades, forquilles, atacs a la descoberta simples i dobles (especialment escacs a la descoberta), desviaments, intercepcions i moviments intermedis.
Una variant forçada que és connectada amb un sacrifici que resultarà en un avantatge tangible és denominada combinació. Les combinacions brillants -com ara les de la Partida Immortal- són descrites com a bellíssimes pels especialistes i admirades pels amants dels escacs. L'habilitat de trobar una combinació en una posició donada és també molt comuna en els problemes d'escacs i molt desitjada en els escaquistes que volen ampliar el seu nivell de joc.

### Valor relatiu de les peces
En una partida d'escacs, les peces solen tenir un valor depenent d'una situació determinada. En primer lloc, les peces tenen un valor estàtic fixat per la seva mobilitat, és a dir, la quantitat de caselles a les quals pot moure sense tenir en compte la presència d'altres peces en el tauler. La mobilitat de les peces sol ser major com més a prop estiguin del centre del tauler, i menor si són a les vores o els cantons. Per exemple, un cavall en un cantó pot moure's a un màxim de dues caselles i en una vora pot anar a tres o cinc, mentre que la seva mobilitat màxima és de vuit caselles, quan està lluny de les vores del tauler.
Ja en la partida, les peces tenen un valor dinàmic d'acord amb la situació d'una posició en particular: la presència de peces pròpies i contràries, les caselles controlades per peces de l'oponent, les línies controlades o ocupades i la possibilitat de portar a terme plans estratègics o posicionals. Per exemple, un alfil gairebé sempre és més important que un cavall, excepte en les posicions en què hi hagi peons immòbils del mateix bàndol de l'alfil que ocupin les caselles que aquest controla, limitant-ne la mobilitat; per la qual cosa el cavall, al poder saltar per damunt dels peons, és superior en aquests casos.
El valor material de les peces és una guia per avaluar una posició; el cavall i l'alfil solen denominar-se peces menors pel seu abast limitat sobre el tauler (un alfil només pot anar a les diagonals de caselles blanques i l'altre a les diagonals de caselles negres, mentre que el cavall ha d'anar a una casella de distint color cada vegada que mou). La torre i la dama són conegudes com a peces majors per la seva mobilitat superior respecte del cavall i l'alfil. El rei té un valor absolut: si es perd el rei, es perd la partida, encara que respecte a la seva mobilitat se li assigna un valor intermedi entre el del cavall i l'alfil.
La manera més usual de determinar el valor material de les peces és prenent el valor del peó com a unitat. Així, el valor de les peces s'expressa en peons: el cavall i l'alfil valen 3 peons, la torre 5 i la dama 9. Amb això es pot dir, per exemple, que dues torres valen més que una dama, o que sacrificar un cavall per tres peons és un canvi acceptable, des del punt de vista del material. Generalment s'accepta que la parella d'alfils és més forta que la parella de cavalls.

## Títols i rànquing

### El sistema Elo

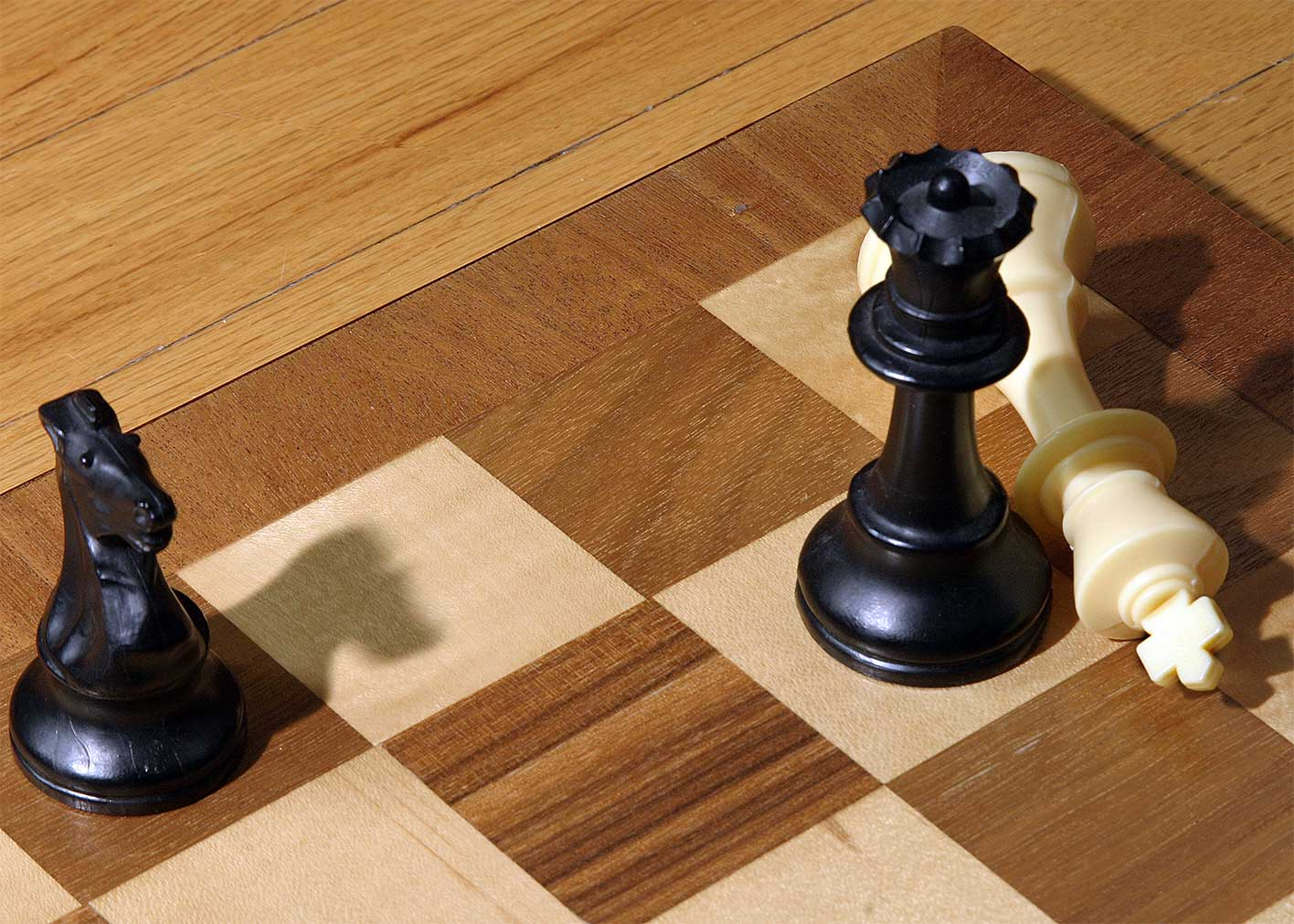
Les negres fan mat a les blanques
en efectuar el moviment Dg2.

Amb el doble objectiu de mesurar de manera objectiva la força de joc dels jugadors d'escacs, i d'establir un rànquing internacional, la FIDE, l'ICCF i les federacions nacionals fan servir el sistema de puntuació Elo, que du el nom del seu creador, el físic Árpád Élő. És un sistema estadístic basat en la hipòtesi que l'actuació de cada jugador en les seves partides es pot considerar una variable randòmica. Árpád Élő va concebre llavors el càlcul de la força de joc d'un escaquista com la relació entre els resultats obtinguts pel jugador en cada partida disputada, i la mitjana d'Elo o força de joc dels rivals contra els quals ha jugat. Atesa la poca eficàcia i objectivitat dels sistemes emprats anteriorment, la FIDE va adoptar el sistema Elo el 1970, i aquest s'ha mantingut vigent d'aleshores ençà. El rating Elo més alt mai assolit en la història va ser de 2.851 punts, obtingut per l'excampió mundial Garri Kaspàrov el juliol del 1999, punts que va mantenir també a la següent llista de la FIDE, de gener del 2000. L'actual fenomen dels escacs Magnus Carlsen té, a la llista d'Elo de la FIDE de setembre de 2010 (segons la qual és el número 1 mundial), el segon màxim Elo de la història, amb 2826 punts.

### Títols d'escacs

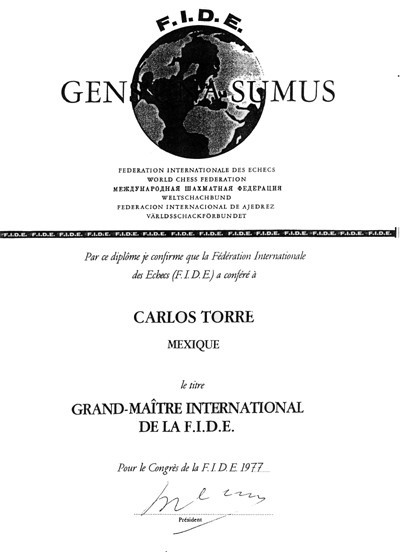
El diploma del títol de Gran Mestre de Carlos Torre, expedit el 1977

Els millors jugadors d'escacs del món són guardonats per la FIDE (de manera oficial, des de 1950), amb títols vitalicis:
- Gran Mestre (GM) és, amb l'excepció del títol de Campió del Món, el títol de més alt rang que un jugador pot aconseguir en vida. Per obtenir aquest títol, el candidat ha de tenir un Elo FIDE d'almenys 2.500 punts i tres resultats favorables, denominats normes, en torneigs internacionals en els quals hi participin d'altres Grans Mestres. Hi ha també d'altres maneres d'obtenir el títol, com ara guanyar el Campionat Mundial d'Escacs Juvenil.[44]
- Mestre Internacional (MI), les condicions són similars a les de GM, però amb un Elo inferior, a partir de 2.400 punts.
- Mestre de la FIDE (MF) amb un Elo FIDE mínim de 2.300 punts.
- Candidat a Mestre (CM) amb un Elo FIDE mínim de 2.200 punts.
- Mestre Nacional (MN) és concedit per algunes federacions nacionals a jugadors amb un ELO FIDE mínim de 2.200 punts.

Tots els títols absoluts poden ser concedits a homes i dones, indistintament. A banda hi ha títols específics per a dones, com ara el de Gran Mestra (GMF o WGM en acrònim anglès). Els títols femenins varen ser creats en un moment en què el nombre de jugadores i el nivell dels escacs femenins estava molt per sota de l'equivalent masculí. Actualment, la gran millora de nivell dels escacs femenins fa que hi hagi nombroses GMF, i que, en general, les millors GMF assoleixin també el títol de GM absolut. La primera jugadora a assolir el títol de GM absolut fou la georgiana Nona Gaprindaixvili l'any 1978, (qui ja tenia el títol de GMF des de 1976).

### Variacions dels escacs
Hi ha moltes versions de les regles dels escacs. Els tipus més acceptats només alteren les regles de temps d'una partida, però hi ha moltes variacions dels escacs creades amb la finalitat de divertir o d'augmentar les possibilitats del joc, com ara els Escacs de Capablanca i els Escacs de Fischer (o Escacs Aleatoris de Fischer). Algunes varietats proposen fins i tot adopció de taulers diferenciats, com és el cas dels Escacs Rex i dels Escacs hexagonals.
Una de les variants més populars en l'actualitat, els Escacs de Fischer, va ser creada per l'excampió mundial Robert Fischer i presentada al gran públic oficialment el 19 de juny del 1996 a la ciutat de Buenos Aires. En els Escacs de Fischer, la posició inicial de les peces és aleatòria, fet que fa tornar inútil la memorització per part dels jugadors de moviments inicials d'obertura. Segons Robert Fischer, aquesta característica de la seua variant és molt important per al desenvolupament de la creativitat i del talent dels practicants del joc.
Les variacions poden ser dividides en:
- Antecessores directes dels escacs, com ara el xaturanga;
- Variacions tradicionals de caràcter regional o nacional, com ara el xiangqi, shogi, janggi i el makruk, que comparteixen els mateixos orígens dels escacs occidentals;
- Variacions modernes dels escacs, com ara els Escacs de Fischer, de Capablanca o els Escacs Rex, entre d'altres.

## Composicions
La composició en els escacs és l'art de crear problemes d'escacs. La persona que elabora aquests problemes s'anomena problemista.
La majoria de les composicions mostren les següents característiques:
- La posició de les peces al tauler està composta, o sigui, no s'ha de treure d'una partida real, sinó que ha de ser creada amb el propòsit específic de proveir un problema a solucionar.
- Hi ha una estipulació específica que és l'objectiu a assolir, per exemple, fer mat a les negres en un nombre predeterminat de moviments.
- Hi ha un tema (o combinació de temes) que el problema il·lustra, és a dir, el tema és una idea central a la qual es refereix el problema. El nom de molts d'aquests temes fa homenatge al primer problemista que el va utilitzar, com ara els temes Novotny o Lacny.
- El problema ha de mostrar economia en la construcció i solució, que preferentment ha de ser l'única.
- El problema ha de tenir un valor estètic, o sigui, el problema no ha de ser només un trencacaps a solucionar, sinó que ha de ser una obra d'art, amb bellesa intrínseca originada d'elegància lògica.

Hi ha diversos tipus de composicions escaquístiques, d'entre les quals les dues més importants són:
- Mats directes: les blanques fan el primer moviment i fan mat a les negres en un nombre específic de moviments contra qualsevol defensa; aquests són anomenats mat en n, on n és el nombre de moviments que han de realitzar les blanques fins al mat, per exemple, mat en 3;
- Estudis: problema de naturalesa ortodoxa en el qual les blanques han de jugar per a guanyar o empatar; pràcticament tots els estudis són posicions de final de joc.

Les composicions escaquístiques (o problemística) és un ram distint de l'esport i hi ha torneigs tant per a la composició com per a la solució de problemes.

## Ordinadors i Internet

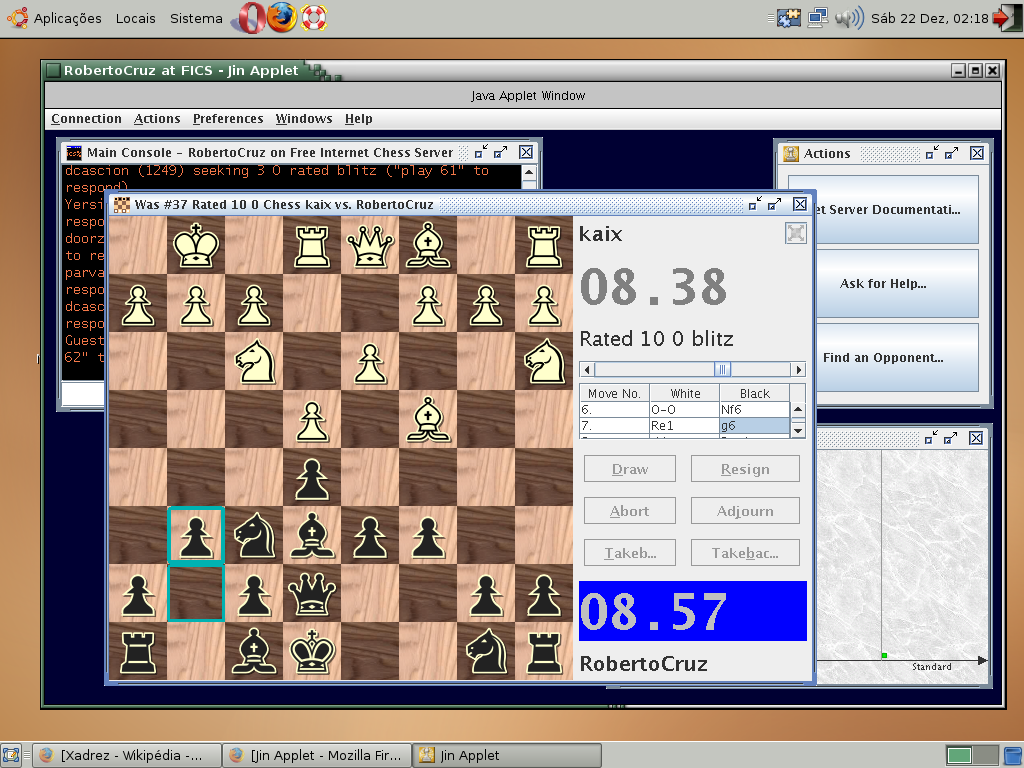
Una partida d'escacs disputada per Internet en el servidor d'escacs FreeChess (interfície gràfica Jin), en el sistema operatiu ubuntu. A la partida, les negres fan servir un complex sistema de defensa denominat Defensa Câmara (2007).

Un dels objectius anhelats constantment pels primers científics de la computació va ser la construcció d'una màquina que sap jugar a escacs. En l'actualitat, l'escaquisme és molt influenciat per les notables habilitats demostrades pels programes escaquístics i per l'adveniment d'Internet.
Els primers programes d'ordinador d'escacs van sorgir als inicis de la Intel·ligència Artificial entre els anys 1950 i 1970. Els programes com ara Chessmaster, Shredder, Fritz, entre d'altres, ja són més forts que els millors jugadors, fins i tot quan es fa servir un ordinador convencional. És important recordar, però, que el mètode que fan servir els programes és diferent del mètode dels Grans Mestres: el programa bàsicament executa un càlcul estàtic de variants (seqüències de moviments) i selecciona la millor posició final possible (denominat mètode de la força bruta), mentre que un mestre mou seguint la seva capacitat per a reconéixer padrons complexos i intuïció en un procés cognitiu complex, estudiat pels psicòlegs.
El febrer del 1996 l'ordinador Deep Blue, un projecte d'IBM, va sorprendre el món en guanyar una partida contra el llavors campió mundial, Garri Kaspàrov, tot i que en Kaspàrov va guanyar el matx, amb un total de tres victòries, dues taules, i una derrota. El maig del 1997, en el matx de revenja, l'ordinador va derrotar el campió per primera vegada. El matx entre l'excampió mundial Garri Kaspàrov, número u del món en el rànquing de la Professional Chess Association i de la Federació Internacional d'Escacs, i el superordinador millorat Deeper Blue va tenir com a resultat una polèmica victòria de la màquina, ja que Kaspàrov va cometre errors primaris en diverses partides. A més d'haver comés un error greu en la defensa Caro-Kann que va permetre un sacrifici temàtic que el va deixar en serioses dificultats i el va portar a la derrota, en Kaspàrov va deixar escapar, en una altra ocasió, una variant d'empat relativament fàcil de ser descoberta per jugadors del seu nivell.
L'octubre del 2002, en un esdeveniment semblant que va passar a ser conegut com a Brains in Bahrain, Vladímir Kràmnik (aleshores campió mundial) va empatar amb el programa d'ordinador Deep Fritz, en una sèrie de vuit partides. Quatre anys més tard, després d'haver estat perfeccionat, el mateix programa va derrotar Kràmnik, ja amb la corona unificada de campió mundial.
El 2007, el programa Rybka es va mostrar superior a qualsevol jugador humà, fins i tot utilitzat en ordinadors personals. Alguns anys abans, Hydra, utilitzat en un mainframe amb 32 processadors, havia guanyat Michael Adams, llavors tercer millor jugador del món, amb la devastadora puntuació de 5½ x ½.
La popularitat dels escacs on-line va coincidir amb el creixement d'Internet, que es va iniciar a la dècada del 1990. Ara per ara, els tradicionals torneigs postals ja han estat quasi totalment substituïts per torneigs per correu electrònic. Hi ha diversos llocs en Internet per jugar a escacs. Un dels més antics i que permet que es jugui a escacs a distància és el Freechess, conegut també com a FICS, també Chess Live Arxivat 2013-12-24 a Wayback Machine., un portal d'escacs en línia gratuït per a jugar i entrenar, un altre de codi obert i molt utilitzat és lichess amb codi obert.
Per a l'ús en ordinadors personals, entre els centenars d'opcions disponibles, hi ha l'excel·lent motor GNU Chess, desenvolupat per la Free Software Foundation, i el Crafty, un programa d'escacs amb codi obert, disponible en Internet. S'executa en moltes plataformes, inclusivament en màquines multiprocessades. Està desenvolupat per Robert M. Hyatt, professor de la Universitat d'Alabama a Birmingham, i descendeix directament del CrayBlitz, campió mundial de programes d'escacs del 1983 al 1989. Crafty és considerat un programa fort, es pot jugar en línia de comandament o fent servir una interfície gràfica com XBoard per a GNU/Linux, i Winboard per a Windows. Però probablement el més fort disponible lliurement és Stockfish, amb nivell de mestre en un ordinador comú.
El 2006, Microsoft va incloure un joc d'escacs, Chess Titans, en Windows Vista, en les versions Ultimate i Home Premium, amb gràfics que usen acceleració 3D via DirectX 10 o Chess Titans, amb deu nivells de dificultat i nou opcions de peces i taulers. Una característica fonamental és preveure el moviment de les peces, la qual cosa serveix per a ensenyar els principiants a fer els primers passos en els escacs.

## Competicions

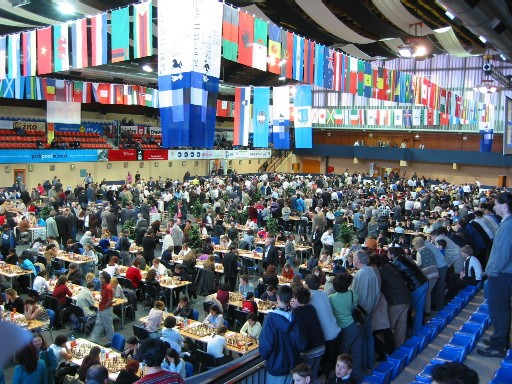
Olimpiada Mundial d'Escacs celebrada a Eslovènia el (2002).

L'escaquisme contemporani és un esport organitzat amb campionats, torneigs, lligues i congressos d'àmbit nacional i internacional. L'entitat mundial responsable de l'escaquisme és la Federació Internacional d'Escacs (FIDE). La majoria dels països també tenen les seves organitzacions nacionals, com ara la Federació Catalana d'Escacs, que és, al seu torn, membre de la FIDE. La FIDE és membre del Comitè Olímpic Internacional (COI); tanmateix l'escaquisme encara no ha participat com una de les modalitats als Jocs Olímpics, i té la seva pròpia Olimpiada Mundial d'Escacs, que té lloc cada dos anys, amb la participació d'equips vinguts de tots els països del món.
Oficialment, el primer campió del món d'escacs va ser Wilhelm Steinitz. El títol de primera campiona del món va ser per a Vera Menchik, conquistat en el Torneig de les Nacions l'any 1927, a Londres. Torneig de les Nacions és la denominació original de la moderna Olimpiada Mundial d'Escacs.
L'actual campió del món (des del maig de 2023) és el xinès Ding Liren. La campiona mundial femenina (per segon cop, des de 2013) és la xinesa Hou Yifan.
De tota manera, la jugadora amb més Elo del món és Judit Polgár, que no ha participat mai al Campionat Mundial Femení i ha preferit sempre enfrontar-se als millors escaquistes d'igual a igual als campionats absoluts.
Altres competicions de caràcter individual inclouen el Campionat Mundial d'Escacs Juvenil, el Campionat Europeu d'Escacs i els campionats nacionals. Els principals torneigs, en els quals hom participa només per invitació, atreuen els escaquistes més importants, com ara el Torneig de Linares, a Espanya, el Melody Amber, el Dortmund Sparkassen, el M-Tel Masters i el Wijk aan Zee. Els esdeveniments per a equips d'escaquistes inclouen la ja esmentada Olimpíada d'Escacs i el Campionat Europeu per Equips. El Campionat Mundial de Solució de Problemes i el Campionat del món d'escacs per correspondència també són esdeveniments on es pot participar individualment o per equips.
Al costat d'aquestes prestigioses competicions hi ha milers d'altres torneigs, matxs i festivals que tenen lloc a tot el món cada any, amb la participació d'escaquistes de tots els nivells, des del principiant al Gran Mestre.

## Influència en la cultura occidental

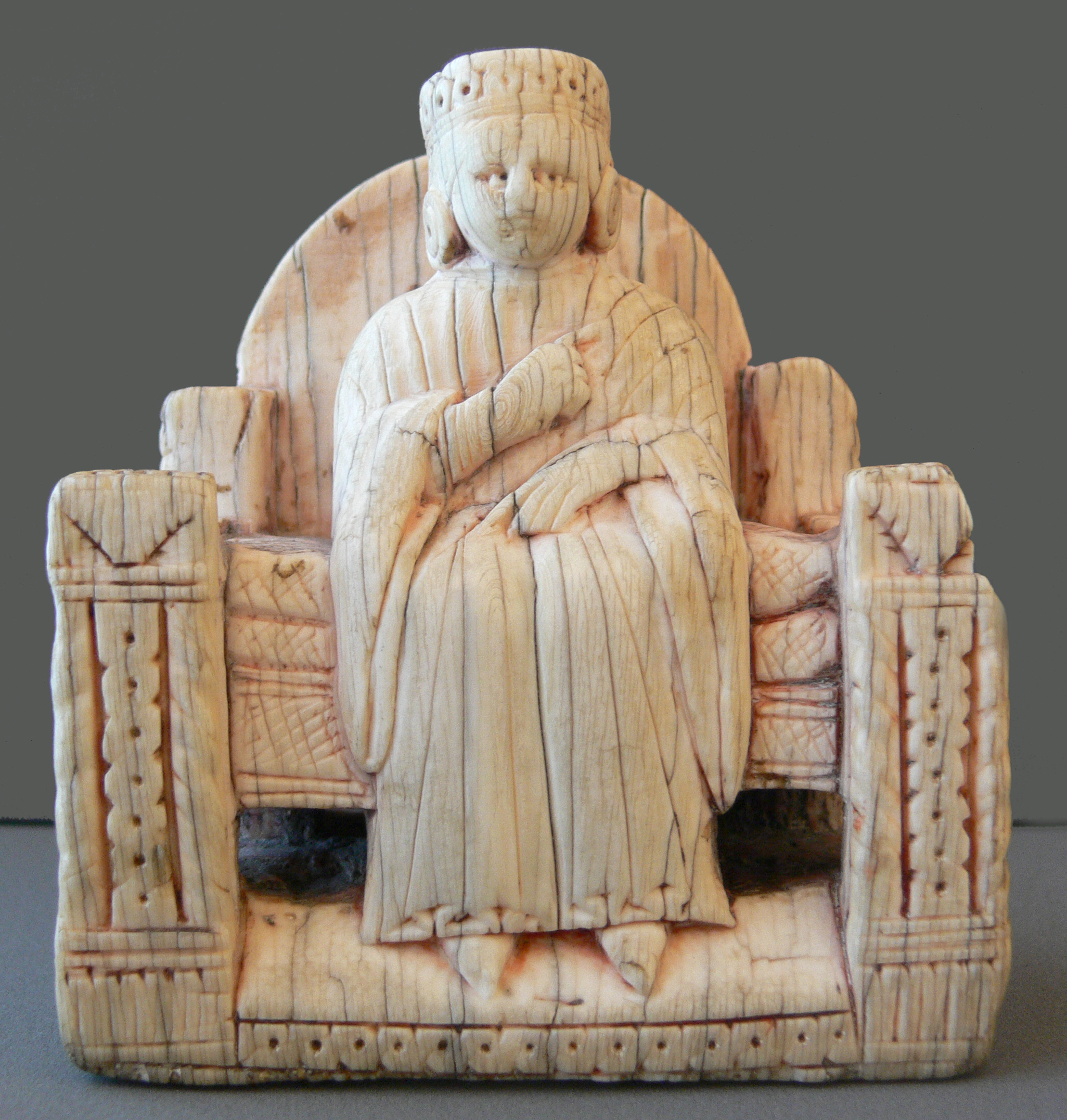
Peça tallada en marfil, trobada a Itàlia i datada del.

A l'edat mitjana i durant el Renaixement, els escacs van esdevenir part de la cultura de la noblesa, usats tant per a l'entreteniment de reis i cortesans com per a l'ensenyament d'estratègia militar; practicats també en els cercles de clergues, estudiants i comerciants, van penetrar també en la cultura popular de l'edat mitjana. Els escacs van passar llavors a ser coneguts com el Joc dels Reis. N'és un bon exemple la cançó número 209 dels Carmina Burana, la qual al començament enumera les diferents peces dels escacs ("Roch, pedites, regina…"). Bellíssims conjunts de peces d'escacs usats per l'aristocràcia de l'època es van perdre en la majoria dels casos, però alguns exemplars que van sobreviure, com ara les Peces Lewis, són considerats d'una alta qualitat artística.
El tema de l'escaquisme va servir amb freqüència com a base de sermons sobre moralitat. Un exemple és el Liber de Moribus Hominum et Officiis Nobilium Sive Super Ludo Scacchorum, escrit pel frare dominicà Jacobus de Cessolis, aproximadament l'any 1300. El popular tractat va ser traduït a diversos idiomes (imprès per primera vegada el 1473, Utrecht) i va ser la base per al llibre de William Caxton The Game and Playe of the Chesse, un dels primers llibres impresos en llengua anglesa el 1474.
Les diferents peces dels escacs servien com a metàfores per a diferents classes socials i els deures humans van ser comparats amb les regles del joc o amb les propietats visuals de les peces. Durant la Il·lustració els escacs sorgeixen com un útil instrument per a l'autodesenvolupament intel·lectual. D'altra banda, autoritats polítiques i religioses de diversos llocs van arribar a prohibir que el joc fora practicat sota al·legacions de frivolitat, entre d'altres acusacions infundades.

### Els escacs a les arts, el teatre, el cinema i la televisió
Els escacs van ser també retratats en les arts, hi fan una metàfora de combat, o de símbol de supremacia de la lògica, o fins i tot, en l'esperit dels moralistes medievals, com una al·legoria de la vida social. Obres importants on els escacs exerceixen un paper principal n'hi ha a la l'obra teatral A game at chess, de Thomas Middleton, passant per Alícia a través de l'espill, de Lewis Carroll, fins a Novel·la d'escacs, de Stefan Zweig, o La defensa, de Vladímir Nabòkov. Benjamin Franklin va escriure un article sobre les virtuts de la pràctica del joc denominat The Morals of Chess el 1750.
Els escacs també són presents el cinema. Per exemple, en El setè segell, una pel·lícula d'Ingmar Bergman, un cavaller croat disputa una partida d'escacs contra l'Àngel de la Mort. El personatge Harry Potter, de J.K. Rowling, disputa el Wizard's Chess, mentre que els personatges de Star Trek prefereixen els Escacs Tridimensionals i l'heroi de Searching for Bobby Fischer refusa adoptar els punts de vista agressius i misantròpics del seu instructor. Els escacs tridimensionals també tenen un paper importantíssim en la novel·la El Troiacord de Miquel de Palol.